# Ballet Estable del Teatro Colón
El Ballet Estable del Teatro Colón es la compañía estable de ballet del Teatro Colón, en Buenos Aires, Argentina. Fue creado en 1925 y es uno de los tres cuerpos estables del Teatro Colón, que incluyen también a la Orquesta y al Coro.
En 2009 obtuvo el premio Konex de Platino y en 2019 el Premio Konex - Diploma al Mérito, otorgados por la Fundación Konex. Actualmente está dirigido por el coreógrafo Mario Galizzi.

## Historia

### Orígenes

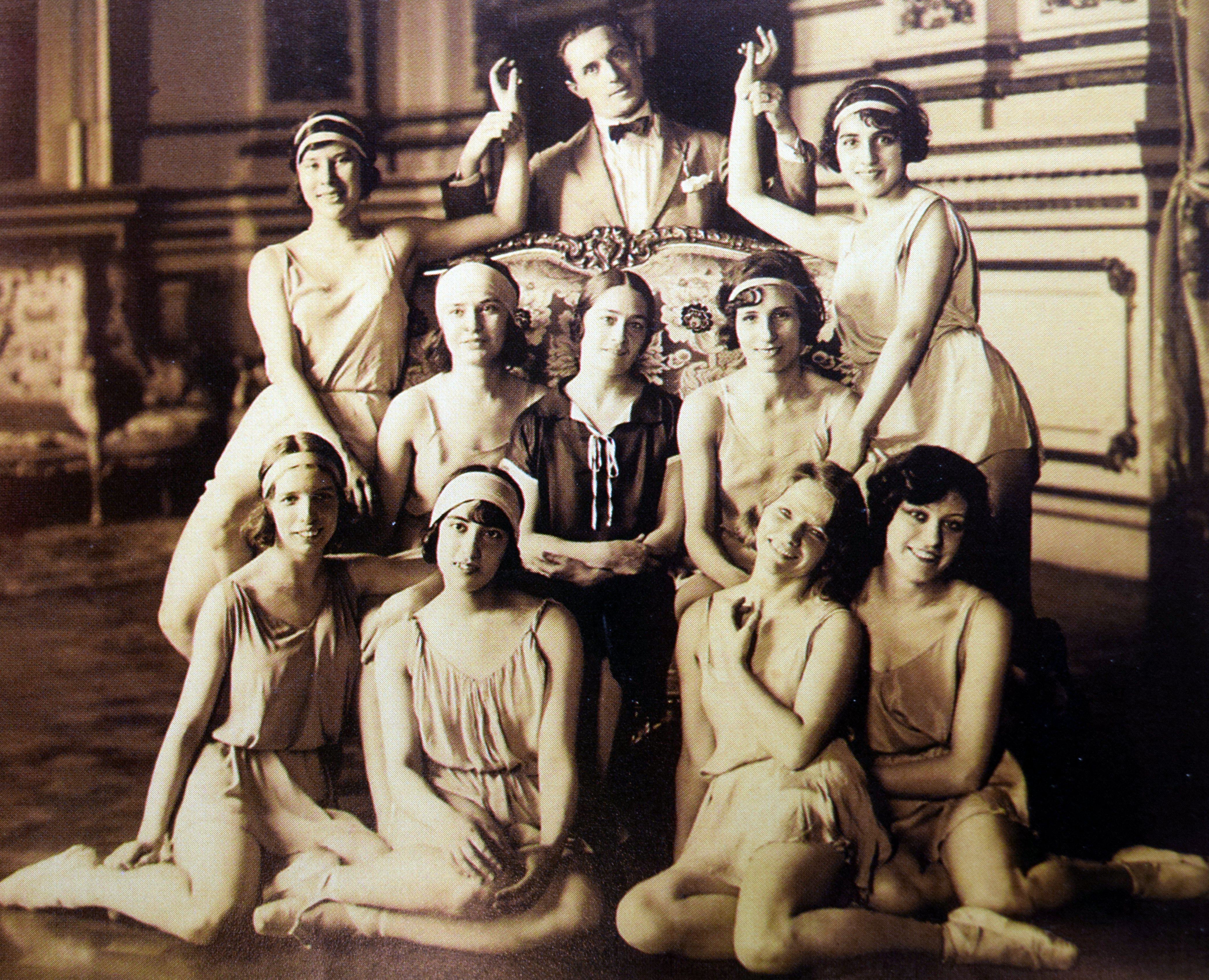
Ludmila Schollar y Antaoli Vilzak primeros bailarines (centro). Dora del Grande (de pie, izq.) a su lado Blanca Zirmaya, Leticia de la Vega (de pie, der.) Temporada 1926

Su primer director fue Adolph Bolm. En 1925, la primera de las obras presentadas en el inicio de la Compañía fue Petrushka, originalmente de Mijail Fokin, y en la que Bolm encarna simultáneamente al títere sensible y maltratado del cuento ruso. La bailarina estuvo a cargo de Ana Ludmila y el papel del moro fue realizado por Giuseppe Bonfiglio.
Bolm tuvo que adaptar la coreografía original para las noveles bailarinas, quienes no habían recibido más que una formación asistemática y debido a la escasez de bailarines varones. Fue la primera Compañía de ballet en todo el continente americano. Esta primera compañía fundacional incluía un cuerpo de baile con tres solistas: Dora Del Grande, Leticia de la Vega y Blanca Zirmaya.
Para la preparación y ensayo del Ballet Estable, se destinó un espacio ovalado situado en el primer subsuelo del Teatro Colón, llamado "la rotonda". Este lugar se sigue usando cuando no se necesita hacerlo sobre el propio escenario o en alguna de las salas situadas en subsuelos más profundos y construidas a finales de los años 1960.
Los prejuicios de la época determinaron que muchos padres no permitieran a sus hijas ingresar a una Compañía destinada al arte de la danza, principalmente en las clases altas. La mayoría procedía de una clase media argentina que estaba en plena consolidación.
La adopción, por parte de las autoridades del Teatro Cólon, del ideario de modernidad en el ballet, determinó que el repertorio inicial estuviese por muchos años constituido por obras de un solo acto, como ser el caso de Scheherazade y La siesta del fauno.

### Rumbo a la profesionalización

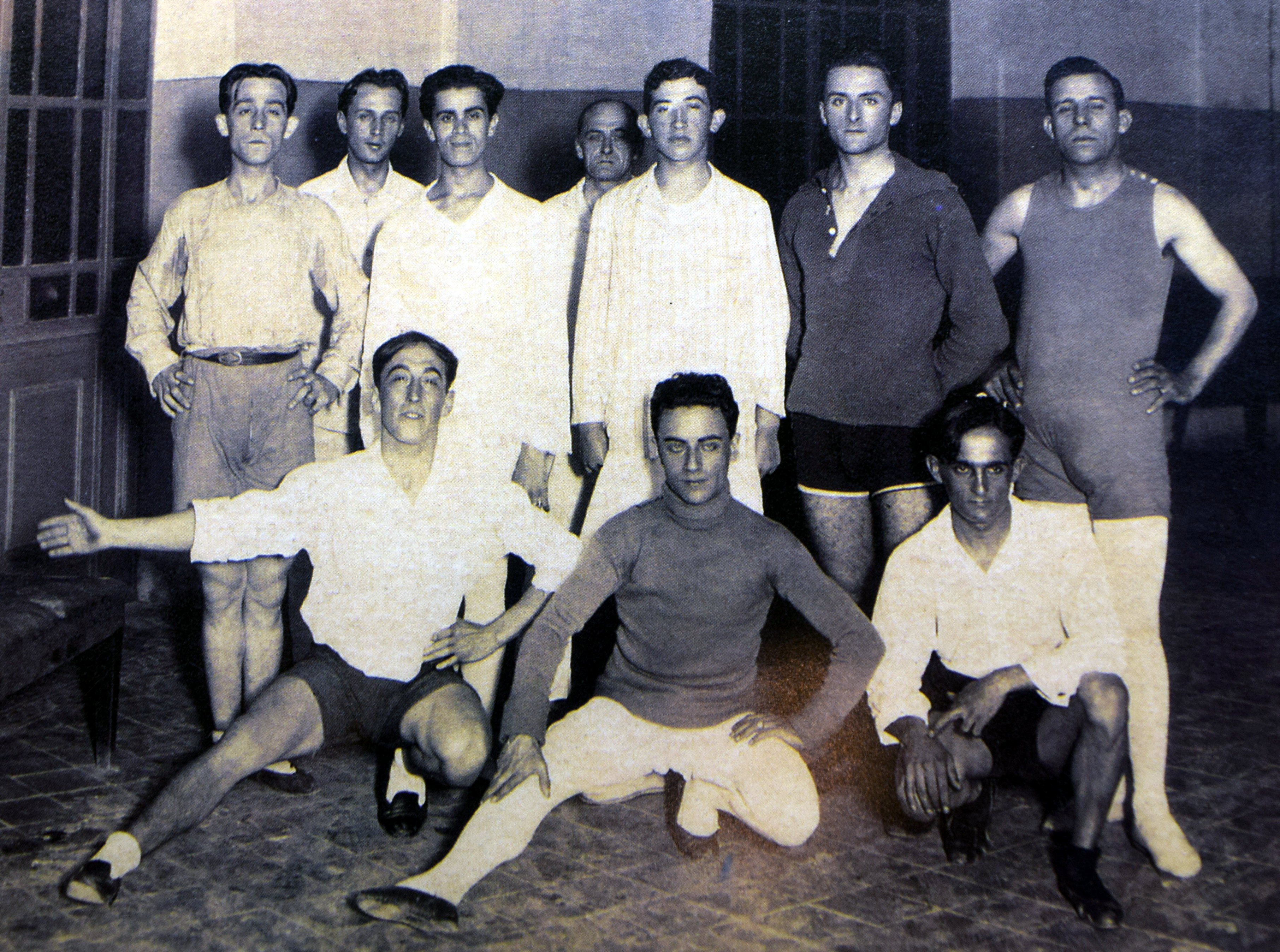
Grupo masculino del Ballet Estable del Teatro Colón en 1928 (director Boris Románov). En cunclillas, Armando Varela (izq.)

Continuarían la tarea de Bolm Margarita Wallmann, Tamara Grigorieva, Bronislava Nijinska, Boris Romanoff y María Ruanova, entre otros.
La compañía desarrolló inicialmente un estilo modernista ya que recibió influencias de los Ballets Rusos de Serguéi Diáguilev en sus visita de 1917 a Buenos Aires, donde Vaslav Nijinsky influyó sobre Cirilo Grassi Díaz, director general del Teatro Colón en esa época.
Con los años 40 se incorpora, con La bella durmiente del bosque las obras más academicistas. En 1963 la compañía estrena El lago de los cisnes, de estilo clásico académico. 
En 1971 se estrena El cascanueces, de Rudolf Nuréyev junto a Olga Ferri y Norma Fontenla. El 10 de octubre del mismo año, cuando parte de la compañía se dirigía a la ciudad de Trelew para presentarse en el Teatro Español, un accidente aéreo termina con la vida de Norma Fontenla, José Neglia, Rubén Estanga, Martha Raspanti, Margarita Fernández, Carlos Santamarina, Antonio Zambrana, Carlos Schiafino y Sara Boschovsky.
El 1975 se realiza La sylphide de Pierre Lacotte, el primer ballet romántico realizado por la compañía.

## Artistas destacados
Del Ballet Estable surgieron muchos artistas con carrera internacional, entre ellos Marianela Núñez, Olga Ferri, Esmeralda Agoglia, Antonio Truyol, Enrique Lommi, Vasil Tupin, Adela Adamova, Irina Borowska, Mercedes Serrano, Violeta Janeiro, José Zartmann, Daniel Escobar, Gerardo Finn, Liliana Belfiore, Paloma Herrera, Eleonora Cassano, Maximiliano Guerra, Julio Bocca, Iñaki Urlezaga, y Luis Ortigoza.